# Segun Toriola
Segun Moses Toriola (Ilorin, 18 settembre 1974) è un tennistavolista nigeriano.
Ha partecipato finora a ben sette edizioni dei Giochi olimpici estivi dal 1992 al 2016.

## Palmarès

### Giochi del Commonwealth
- 5 medaglie:
  - 2 ori (Manchester 2002 nel singolare; Melbourne 2006 nel doppio)
  - 3 bronzi (Manchester 2002 a squadre; Melbourne 2006 nel singolare; Melbourne 2006 a squadre)

### Giochi panafricani
- 17 medaglie:
  - 13 ori (Harare 1995 nei singolare; Harare 1995 nel doppio; Harare 1995 a squadre; Johannesburg 1999 nel singolare; Johannesburg 1999 nel doppio; Johannesburg 1999 a squadre; Johannesburg nel doppio misto; Abuka 2003 nel singolare; Abuka 2003 nel doppio; Abuka 2003 a squadre; Algeri 2007 nel singolare; Algeri 2007 nel doppio; Maputo 2011 nel doppio misto)
  - 3 argenti (Abuja 2003 nel doppio misto; Algeri 2007 a squadre; Maputo 2011 a squadre)
  - 1 bronzo (Maputo 2011 nel doppio)

### Campionati africani
- 13 medaglie:
  - 8 ori (Lagos 1992 nel doppio; Lagos 1992 nel doppio misto; Lagos 1992 a squadre; Il Cairo 1994 nel doppio; Il Cairo 1994 a squadre; Port Louis 1998 nel singolare; Bizerte 2002 nel singolare; Bizerte 2002 nel doppio misto)
  - 4 argenti (Lagos 1992 nel singolare; Il Cairo 1994 nel singolare; Bizerte 2002 nel doppio; Bizerte 2002 a squadre)
  - 1 bronzo (Port Louis 1998 nel doppio)